# Cikareo Utara
Cikareo Utara is een bestuurslaag in het regentschap Sumedang van de provincie West-Java, Indonesië. Cikareo Utara telt 4022 inwoners (volkstelling 2010).